# Liste der Bodendenkmale in Groß Sarau
In der Liste der Bodendenkmale in Groß Sarau sind die Bodendenkmale der Gemeinde Groß Sarau nach dem Stand der Bodendenkmalliste des Archäologischen Landesamts Schleswig-Holstein von 2016 aufgelistet. Die Baudenkmale sind in der Liste der Kulturdenkmale in Groß Sarau aufgeführt.
| Denkmal-ID           | Befundart           | Bezeichnung                                     | Zeitstellung                 | Lage | Bemerkungen | Bild |
| -------------------- | ------------------- | ----------------------------------------------- | ---------------------------- | ---- | ----------- | ---- |
| aKD-ALSH-Nr. 000 661 | Grabmal > Grabhügel | Grabhügel                                       | Vor- und/oder Frühgeschichte |      |             |      |
| aKD-ALSH-Nr. 000 662 | Grabmal > Grabhügel | Grabhügel                                       | Vor- und/oder Frühgeschichte |      |             |      |
| aKD-ALSH-Nr. 000 663 | Grabmal > Grabhügel | Grabhügel                                       | Vor- und/oder Frühgeschichte |      |             |      |
| aKD-ALSH-Nr. 000 664 | Befestigung > Burg  | Burg/Motte/Ringwall/Turmhügel „Burg Tüschenbek“ | Mittelalter                  |      |             |      |